# Czasza lodowa
Czasza lodowa, kopuła lodowa – rodzaj kopulastej lub płaskiej pokrywy (mniejszej jednak niż lądolód) wieloletniego śniegu lub lodu, pokrywającej wierzchowinę górską lub płaską powierzchnię lądową np. obszar arktycznej wyspy.